# Tomini-öböl
A Tomini-öböl (indonéz nyelven: Teluk Tomini) öböl az Egyenlítő mentén fekszik a Celebesz sziget északkeleti részén, Indonéziában. Észak felől és nyugatról a Minahassa-félsziget, míg délről a Keleti-félsziget határolja.  Kelet felől a Maluku-tenger felé nyitott. 
A Togian-szigetek majdnem az öböl közepén helyezkednek el. 
A Nemzetközi Hidrográfiai Szervezet a Tomini-öblöt a Kelet-Indiai szigetcsoporthoz sorolja, amely a Molucca-tenger nyugati részein ér véget.

## Fordítás
Ez a szócikk részben vagy egészben  a   Gulf of Tomini című angol Wikipédia-szócikk ezen változatának fordításán alapul.  Az eredeti cikk szerkesztőit annak laptörténete sorolja fel. Ez a jelzés csupán a megfogalmazás eredetét és a szerzői jogokat jelzi, nem szolgál a cikkben szereplő információk forrásmegjelöléseként.